# Ugny
Ugny är en kommun i departementet Meurthe-et-Moselle i regionen Grand Est (tidigare regionen Lorraine) i nordöstra Frankrike. Kommunen ligger i kantonen Longuyon som tillhör arrondissementet Briey. År 2022 hade Ugny 695 invånare.

## Befolkningsutveckling
Antalet invånare i kommunen Ugny
| Referens: INSEE |